# Поникве
Поникве (словен. Ponikve) — поселення в общині Добреполє, Осреднєсловенський регіон, Словенія. 
Висота над рівнем моря: 463,1 м.